# Sturmbannführer

Patki kołnierzowe SS-Sturmbannführera

Sturmbannführer – stopień paramilitarny w III Rzeszy w Sturmabteilung (SA) i w Schutzstaffel (SS), który odpowiadał stopniowi majora w siłach zbrojnych Rzeszy (Wehrmacht). Pełna nazwa różniła się zależnie od danej organizacji. W SA brzmiała „SA-Sturmbannführer”, a w SS „SS-Sturmbannführer”.

Oznaczenia stopnia SS-Sturmbannführera
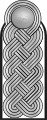
Naramiennik
Patki kołnierzowe SS-Sturmbannführera
Naramiennik kamuflażu